# Дарса
Дарса (араб. درسة‎) — необитаемый остров архипелага Сокотра, четвёртый по площади остров этого архипелага (5,4 км²). Входит в состав Йемена, с 2004 года административно является частью мухафазы Хадрамаут (до этого входил в мухафазу Аден). На этот остров, как и на другие острова архипелага Сокотра, заявляет свои претензии Сомали.

## География
Находится у восточного побережья Африки у побережья Сомали (260 км от мыса Гвардафуй — крайней северо-восточной точки Африканского рога), примерно в 50 км к югу от западной оконечности острова Сокотра, примерно в 80 км к востоку от острова Абд-эль-Кури и в 350 км к югу от Аравийского полуострова. Дарса и соседний (находящийся в 17 км к западу) остров Самха известны под общим названием «Аль-Ихван» (араб. الأخوين‎, «Братья»).
Длина острова составляется около 7 км, максимальная ширина — около 2 км.

## Фауна

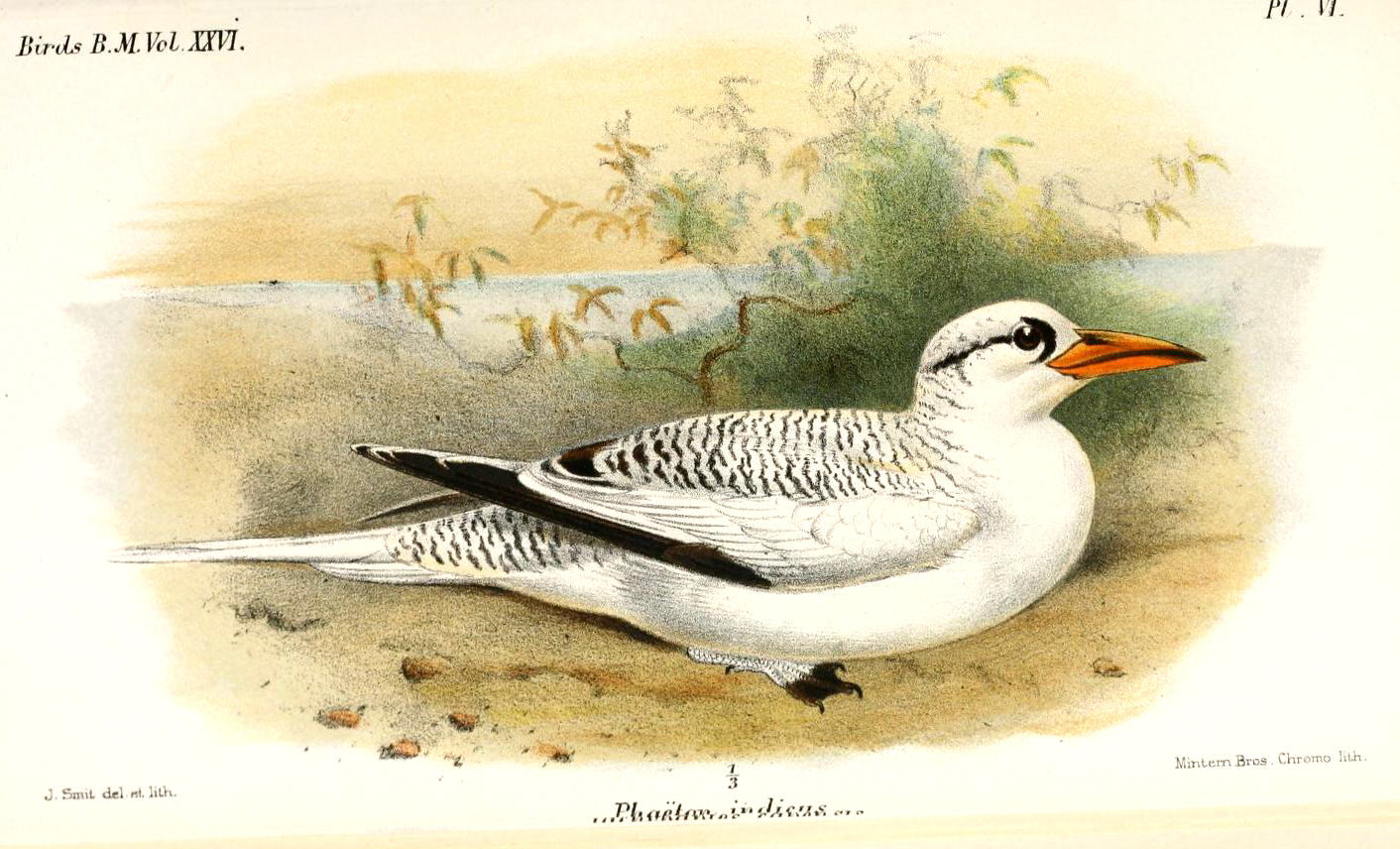
Красноклювый фаэтон

На острове Дарса находится крупная (одна из самых больших на Ближнем Востоке) популяция красноклювого фаэтона (Phaethon aethereus) — птицы семейства фаэтоновых.

## Геология
Поскольку в периоды материковых оледенений Северного полушария уровень океана существенно падал, неоднократно возникал крупный остров, объединявший территории современных островов Сокотра, Самха и Дарса, его площадь была примерно в два раза больше площади современного острова Сокотра. Последний раз такой остров, значительная часть которого имела плоский низменный рельеф, существовал примерно 20 тысяч лет назад.